# Sigalit Landau
Pour les articles homonymes, voir Landau.
Sigalit Landau (סיגלית לנדאו) est une artiste contemporaine israélienne, née en 1969 à Jérusalem, qui vit et travaille à Tel Aviv.

## Biographie
Aînée d’une famille de trois enfants, fille d’une mère anglaise et d’un père roumain, Sigalit Landau a passé sa jeunesse entre Israël, l’Angleterre et les États-Unis, élevée dans le bilinguisme et le multiculturalisme.
Durant ses études au Rubin Academy High School, Sigalit Landau se spécialise en danse. De 1990 à 1995, Sigalit Landau suit les cours l’Académie des beaux-arts et du design Bezalel, à Jérusalem, où elle devient Bachelor of Fine Arts, puis Post graduate extended student ; durant cette période, en 1993, elle participe à un échange d’étudiants avec l’école des beaux-arts et du design Cooper Union, à New York.

## Œuvres (sélection)

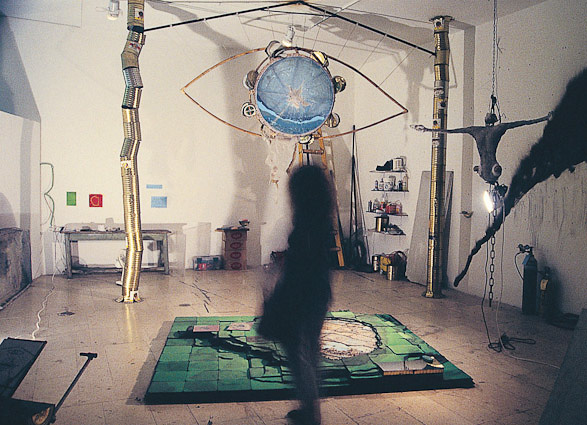
Tambourine-Eye (1995) Terre, graviers, sable, autre média ; 315 cm de diamètre Vue de l'installation pour l'exposition Temple Mount, au pavillon Billy Rose de l'Israel Museum, Jérusalem
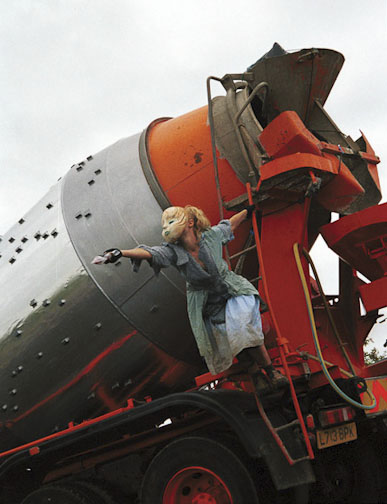
Somnanbulin/Bauchaus (2000) Performance Vue de Sigalit Landau distribuant des glaces à l'eau dans des sacs mortuaires : galerie Spacex, Exeter, 2000 ; voyage dans la région de Mannheim, Heidelberger Kunstverein, Heidelberg, 2000 ; Armory Show, New York, mars 2004
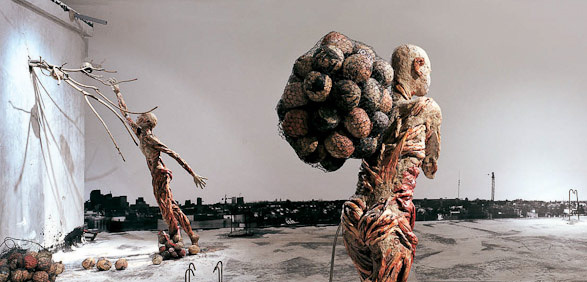
The Country (2002) Vue de l'installation à la galerie Alon Segev, Tel Aviv
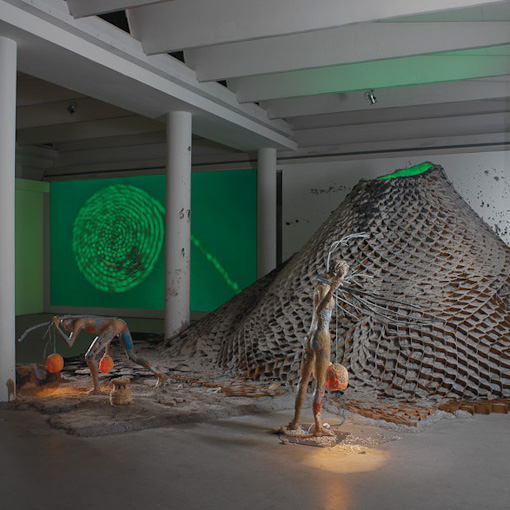
Mount Babel (2005) Moules en forme de nid d'abeille, béton, bois, contreplaqué et néons ; 380 x 730-845 cm Vue de l'installation The Endless Solution au pavillon Helema Rubinstein du Tel Aviv Museum of Art, Tel Aviv
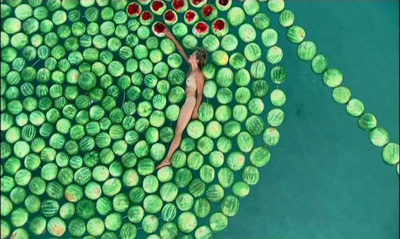
DeadSee (2005) Projection DVD ; 11:39 minutes Photogramme de l'œuvre conservée par l'Israel Museum, Jérusalem

- Tambourine-Eye (1995)

Terre, graviers, sable, autre média ; 315 cm de diamètre
Vue de l'installation pour l'exposition Temple Mount, au pavillon Billy Rose de l'Israel Museum, Jérusalem
- Somnanbulin/Bauchaus (2000)

Performance
 Vue de Sigalit Landau distribuant des glaces à l'eau dans des sacs mortuaires : galerie Spacex, Exeter, 2000 ; voyage dans la région de Mannheim, Heidelberger Kunstverein, Heidelberg, 2000 ; Armory Show, New York, mars 2004
- The Country (2002)

Vue de l'installation à la galerie Alon Segev, Tel Aviv
- Mount Babel (2005)

Moules en forme de nid d'abeille, béton, bois, contreplaqué et néons ; 380 x 730-845 cm
Vue de l'installation The Endless Solution au pavillon Helema Rubinstein du Tel Aviv Museum of Art, Tel Aviv
- DeadSee (2005)

Projection DVD ; 11:39 minutes
Photogramme de l'œuvre conservée par l'Israel Museum, Jérusalem

## Expositions personnelles
- 2012
  - Soil Nursing, Kamel Mennour, Paris.
  - Goodman Gallery, Johannesburg
- 2011
  - Barbed Salt Lamps, Nuit Blanche 2011, Paris
  - One man’s floor is another man’s feelings, pavillon Israélien, 54e Biennale internationale d’art contemporain de Venise. Curateurs : Jean de Loisy, Ilan Wizgan
  - Fishing net, Collège des bernardins, Paris
- 2010
  - Working Title WM I+II, Kamel Mennour, Paris
  - The Cultural Centre of Belgrade
- 2008
  - Salt Sails + Sugar Knots, Kamel Mennour, Paris
  - Projects 87, Museum of Modern Art, New York. Curateur : Klaus Biesenbach
- 2007
  - The Dining Hall, Kunst-Werke Institute for Contemporary Art, Berlin. Curateur : Gabriele Horn
- 2006
  - Sherman Galleries, Sidney
- 2005
  - Cárcel de Amor, Relatos culturales sobre la violencia de género, Museo Nacional Centro de Arte Reina Sofía, Madrid
  - Treading Water, Ballroom Marfa, Marfa. Curateur : Fairfax Dorn
- 2004
  - The Endless Solution, Tel Aviv Museum of Art, Helena Rubinstein Pavilion for Contemporary Art, Tel Aviv. Curateur : Mordechai Omer
  - Bauchaus 04, performance, The Armory Show, New York
- 2002
  - The Country, Alon Segev Gallery, Tel Aviv
  - Installation (vidéo et zootrope), Ikon Gallery, Birmingham. Curateur : Jonathan Watkins
- 2001
  - Installation, Thread Waxing Space, New York. Curateur : Lia Gangitano
- 2000
  - Somnambulin-Station 1, performance sonique, Spacex Gallery, Exeter. Curateurs : Zoë Sherman, Tom Trevor
- 1999
  - New Work UK, The Natives are Restless, Chisenhale Gallery, Londres
- 1997
  - Resident Alien I, Documenta X, Kassel. Curateur : Catherine David
  - Resident Alien II, pavillon israélien, 47e Biennale internationale d’art contemporain de Venise avec Yossi Breger et Miriam Cabessa. Curateur : Sarah Breitberg-Semel
- 1996
  - Voorwerk 5, Witte de With Center for Contemporary Art, Rotterdam. Curateur : Bartomeu Mari
- 1995
  - Mont du Temple, Musée d'Israël, Jérusalem. Curateurs : Yigal Zalmona, Sarit Shapira

## Expositions collectives (sélection)
- 2014
  - Sculpture du Sud, Fondation Villa Datris, L'Isle-sur-la-Sorgue[2].
- 2011
  - Maria Maria 1511/2011, Felix-Nussbaum-Haus, Museum of Cultural History, Osnabrück
  - Eroi, Heroes, GAM, Civic Gallery of Modern and Contemporary Art, Turin. Curateur : Danilo Eccher
  - Our Magic Hour, How Much of the World Can We Know?, Triennale de Yokohama 2011, Yokohama Museum of Art & NYK Waterfront Warehouse, BankART Studio NYK, Yokohama
- 2010
  - The Nameless Hour: Places of Reverie, Paths of Reflection, The Anderson Gallery, Richmond
  - Neo Barbarism, Rothschild 69, Tel Aviv
  - elles@centrepompidou, Centre Pompidou, Paris
  - Signs of life, Museum of Art Lucern, Lucerne
  - Thrice upon a time, Magasin 3 Stockholm Konsthall, Stockholm. Curateurs : Richard Julin, Tessa Praun, Elisabeth Millqvist
  - Krieg / Individuum, Ausstellungshalle zeitgenössische Kunst Münster, AZKM, Münster
  - The Calm Before The Storm, Winzavod art center, Moscou. Curateur : Vardit Gross
  - Family Tree, The Helena Rubinstein Pavilion for Contemporary Art, Tel Aviv Museum of Art, Tel Aviv
- 2009
  - 10 printemps en automne, Kamel Mennour, Paris
  - 2009 League, Amiad Center, Jaffa. Curateur : Galia Yahav
  - Redemption from the gutters, W.W.T.P, Israël. Curateur : Galia Yahav
  - Art TLV, Nehoshtan, Tel Aviv
  - The Body In Women’s Art Now: Part 1 – Embodied, Rollo contemporary art, Londres. Curateur : Phillippa Founded
  - Reinventing Ritual, Contemporary Art and Design for Jewish Life, The Jewish Museum of New York
  - Indomitable Women, Centro de Cultura Contemporanea de Barcelona. Curateur : Macu Morán. Assistant curateur : Francesca Tusa
- 2008
  - Real Time: Art in Israel 1998–2008, The Israeli Museum, Jérusalem. Curateurs : Amitai Mendelsohn, Efrat Natan
  - The white sport – myth's of race, Minshar for art Galley. Curateurs : Hana Froind–Shartok, Avi Pitshon
  - Eventually We'll Die - Young Israeli Art during the 90's, Herzliya Museum of Contemporary Art. Curateur : Doron Rabina
  - Territorial Bodies, Museum Beelden aan Zee, Haag. Curateur : Ronit Eden
  - 49th October Salon, Belgrade, Artist Citizen. Curateur : Bojana Pejic
- 2007
  - Global Feminisms, Brooklyn Museum, New York
  - The 1st Herzliya Biennial of Contemporary Art: The Rear, Herzliya Museum of Contemporary Art, Herzliya. Herzliya Curateur : Joshua Simon
  - Into me/Out of me, Kunst-Werke Institute for Contemporay Art, Berlin. Curateur : Klaus Biesenbach
  - Memorials to Identity ; New Media from the Rubell Family Collection, Miami, Haifa Museum, Haifa. Curateur : Tammy Katz Freiman
- 2006
  - The Raft of Medusa, The National Museum Warsaw and Krakow. Curateurs : Naomi Aviv, Pawel Sosnowski
  - Israel - Art and Life 1906-2006, Palazzo Reale, Milan, Italy. Curateur : Amnon Barzel
  - Inside-Out, Contemporary Artists from Israel, Museum Marco, Spain. Curateur : Octavio Zaya
  - Designing Truth, Wilhelm-Lehmbruck Museum, Duisburg. Curateur : Sabina Maria Schmidt
  - In Between Places: New Art From Israel, Vivian Horan Gallery, New York. Curateur : Kari Conte
  - Into Me/Out of Me, P.S 1 MoMA, New York
  - Shared History/Decolonising the Image, organisée en collaboration avec l'University of Amsterdam, W139 et la Maison Descartes, Institut Français des Pays-Bas, Amsterdam. Curateur : Delphine Bedel
  - Walking & Falling, Magasin 3 Stockholm Konsthall, Stockholm. Curateurs : Elizabeth Millqvist, Tessa Praun
- 2005
  - After, Petach Tikva Museum of Art, Petach Tikva. Curateur : Hadas Maor
  - Leap of Faith, Nicosie. Curateurs : Katerina Gregos, Erden Kosova
  - L'Actualité requalifiée, Saint-Sébastien. Curateur : Aline Pujo
  - Wonder Women, FRAC Lorraine, Institut pour l'art contemporain, France. Curateur : Hélèna Gouinine
  - Dreaming Art / Dreaming Reality, Nathan Gottesdiener Israeli Art Award: The First Decade, Tel Aviv Museum of Art. Curateur : Ellen Ginton
  - Die Neuen Hebräer. 100 Jahre Kunst in Israel, Martin-Gropius-Bau, Berlin. Curateur : Doreet LeVitte-Harten, Ygal Zalmona
  - Affirmative Action, Tel Aviv Museum of Art, Tel Aviv. Curateur : Ellen Ginton
- 2003
  - Orifice, Australian Center for Contemporary Arts, Victoria. Curateur : Juliana Engberg
  - Artic 5 – Young Israeli Art, Ramat-Gan Museum of Israeli Art, Ramat.
  - Borderlines, Theaterfestival 2003, deSingel, Antwerp
  - Attack!, Art and War in the Media Age, Kunsthalle Wien, Vienne. Curateurs : Gabriele Mackert, Thomas Mießgang
  - Spiritus, Magasin 3 Stockholm Konsthall, Stockholm. Curateur : Richard Julin
  - 35 prints: 35 Years of Occupation, Artists' House, Jérusalem
  - Young Israeli Art from the Jacques and Genia Ohana Collection, Tel Aviv Museum of Art, Tel Aviv
  - ArtFocus 4, International Contemporary Art Biennial, Underground Prisoners' Historical Museum, Jérusalem. Curateurs : Yigal Zalmona, Suzanne Landau
  - Heiliger Sebastian, A Splendid Readiness For Death, Kunsthalle Wien, Vienne. Curateurs : Wolfgang Fetz, Gerald Matt
- 2002
  - Imagine, Um el-Fahm Gallery, Umm el-Fahem
  - Video Zone, International Biennial of Video Art, Herzliya Museum of Contemporary Art, Herzliya
  - Side Effect, Midrasha Gallery, Tel Aviv. Curateur : Doron Rabina
  - Land of Shadows, Tel Aviv Museum of Art, Tel Aviv. Curateur : Ellen Ginton
- 2001
  - Spunky, Exit Art, New York. Curateurs : Janet Ingberman, Papo Kolo
  - Messages to the New Millennium: Israel Art Today, Museum of Modern Art, Saitama, Japan. Curateurs : Galia Bar-Or, Itaru Hirano
  - Action Express, The Rachel and Israel Pollak Gallery, Kalisher Art School, Tel Aviv. Curateur : Naomi Aviv
  - Four Israeli Artists, Le Quartier, Centre d'Art Contemporain, Quimper, France. Curateur : Dominique Abansur
- 2000
  - Contemporary Art from Israel, Heidelberg Kunstverein, Heidelberg. Curateur : Hans Gerke
  - Angel of History, Herzliya Museum of Contemporary Art, Herzelia. Curateur : Ariella Azoulay
- 1999
  - Tales of the Sand, The Fruitmarket Gallery, Édimbourg. Curateurs : Graeme Murray, Sarit Shapira
- 1998
  - Containers - a Museum installation, Ein Harod Museum, Ein Harod. Curateur : Galia Bar-Or
  - Ninety Years of Israeli Art, Selected Works from the Hachmi, Israeli Phoenix Collection, Tel Aviv Museum of Art, Tel Aviv. Curateur : Mordechai Omer
  - Political Art of the Nineties, Haifa Museum of Art, Haifa. Curateur : Ilana Tanenbaum
- 1997
  - Imprisoned without Trial, Beit Ha'am Gallery, Tel Aviv. Curateurs : Ariella Azoulay, Haim Lusky
- 1996
  - Resident Alien I, ArtFocus 2, Herzliya Museum of Contemporary Art, Herzliya. Curateur : Haim Lusky
  - The Event Horizon, Irish Museum of Modern Art, Dublin. Curateur : Michael Tarantino
- 1994
  - Transit, ArtFocus, Tel Aviv central bus station, Tek Aviv. Curateur : Sarit Shapira
  - Export Surplus (ArtFocus 1), Bograshov Gallery, Tel Aviv. Curateur : Ariella Azoulay

## Prix & bourses
- 2007
  - Dan Sandel and the Sandel Family Foundation for Sculpture Award, Tel Aviv Museum of Art, Tel Aviv
- 2004
  - The Beatrice S. Kolliner Award for a Young Israeli Artist, Israel Museum, Jérusalem
  - The Nathan Gottesdiener Foundation Israeli Art Award, Tel Aviv Museum of Art, Tel Aviv
- 2003
  - The America-Israel Cultural Foundation Janet and George Jaffin Scholarship Tel Aviv
  - Artist-in-residence at IASPIS, May-September, Stockholm
- 2001
  - Acquisition Prize, Tel Aviv Museum of Art, Tel Aviv
  - Young Artist Award, Ministry of Science, Culture and Education, Israël
- 2000
  - Winner of the Times/ArtAngel Open Commission, Londres
- 1999
  - Artist-in-residence, Hoffmann Collection, Berlin
- 1995
  - The Ingeborg Bachmann Scholarship, established by Anselm Kiefer, Wolf Foundation, Tel Aviv
- 1994
  - America-Israel Cultural Foundation Scholarship, New York, Tel Aviv
  - Mary Fisher Award, Bezalel Academy of Art and Design, Jérusalem
- 1993
  - The Jewish National Fund Sculpture Award, USA

## Collections publiques
- The Israel Museum, Jérusalem
- Kunstmuseum Kloster Unser Lieben Frauen, Magdeburg
- Centre Pompidou, Paris
- Tel Aviv Museum of Art, Tel Aviv
- The Jewish Museum, New York
- Brooklyn Museum, New York
- Magasin 3 Stockholm Konsthall, Stockholm
- Museo de Arte Contemporáneo de Castilla y León, MUSAC, Espagne
- Museos, archivos y bibliotecas, Madrid
- Museum of Modern Art, New York

## Articles
- LEIDER Phillip, Report from Tel-Aviv ; Israel's Guernica, Art in America, mai 2003
- LABELLE Charles, Sigalit Landau, Frieze, octobre 2001
- SMITH Roberta, Sigalit Landau, The New York Times, 1er juin 2001
- CORK Richard, Anatomy of a Winner, The London Times, 7 mai 1999
- CHEVRIER Jean-François, Sigalit Landau, Witte de With Center for Contemporary Art, Rotterdam, octobre 1996